# 六氟合铂酸氙
六氟合铂酸氙，也称六氟铂酸氙、六氟合铂酸氙(I)，由英國化學家尼爾·巴特利特（Neil Bartlett）在1962年混合六氟化铂和氙得到，是第一个制得的惰性气体化合物。它是个橙黄色的固体，巴特利特认为其组成是“Xe+[PtF6]−”，但之后的研究表明其组成并非如此简单。
六氟合铂酸氙在室温下是稳定的，其蒸气压低到可以忽略不计。粉末发粘，即使在低温下也很难磨细。不溶于四氯化碳中；遇水立即分解，生成二氧化铂、氟化氢、氙和氧气。
2Xe[PtF6] + 6H2O → 2Xe + O2 + 12HF + 2PtO2
根据氙和六氟化铂的用量不同，氟铂酸氙的组成可在一定范围内变化。Xe(PtF6)x中的x可在1-2之间。

## 制备
六氟合铂酸氙由强氧化性的六氟化铂在六氟化硫气体中氧化氙制得。反应初始温度为77K，随着反应进行逐渐升高。

## 结构
六氟合铂酸氙的结构并非“Xe+[PtF6]−”，因为“Xe+”是一个自由基，会发生二聚，或夺取一个氟原子生成XeF+。后期的研究表明该橙黄色固体很可能含有[XeF+][PtF6]−、[XeF+][Pt2F11]−、[Xe2F3+][PtF6−]等组分，阴离子是八面体型的铂氟配离子，阳离子是多种多样的含氙阳离子。
在氟化氢溶液中制得的六氟合铂酸氙含有[PtF5−]n和XeF+离子，因此有人认为六氟合铂酸氙中铂与氟离子生成聚合的网状阴离子，氙或氙与氟生成的阳离子则填充在间隙中。